# Mus sorella
Mus sorella es una especie de roedor de la familia Muridae.

## Distribución geográfica
Se encuentra en Angola, Camerún, República del Congo, República Democrática del Congo, Gabón, Kenia, Ruanda, Sudán, Tanzania, y en Uganda.

## Hábitat
Su hábitat natural son: las tierras bajas subtropicales o tropicales bosques, húmedos, montañas, y sabanas.